# جاسیفر
جاسیفر (انگلیسی: Jussifer) تهیه‌کننده موسیقی، و ترانه‌نویس اهل ایالات متحده آمریکا- فنلاند است. وی از سال ۲۰۱۳ میلادی تاکنون مشغول فعالیت بوده‌است. او در طول حرفه خود با هنرمندانی مانند کلی کلارکسون، بی‌بی رکسا، جوجو، آلما و داینا جین همکاری داشته‌است.